# Société à responsabilité limitée
Société à responsabilité limitée (w skrócie SARL, s.à r.l., SÀRL,  Sàrl) – forma prawna przedsiębiorstw we Francji, będąca odpowiednikiem polskiej spółki z ograniczoną odpowiedzialnością.